# Concierto para arpa (Ginastera)
El Concierto para arpa y orquesta, Op. 25 fue compuesto por Alberto Ginastera en 1956. 

## Historia

### Composición
Ginastera tenía dos inconvenientes al momento de componer esta obras: su escaso conocimiento del instrumento, y la poca o nula participación del arpa en la cultura de América del Sur, teniendo en cuenta que el instrumento de la cultura popular, más económico y sencillo de interpretar era por excelencia la guitarra.
Existe una versión posterior de la obra reducida para guitarra y piano.

### Estreno
El estreno se celebró en 1965 con el arpista Nicanor Zabaleta y la Orquesta de Filadelfia dirigida por Eugene Ormandy.

## Instrumentación
La partitura está escrita para una orquesta formada por:
- Viento madera: 2 flautas (la segunda doblando al flautín), 2 oboes, 2 clarinetes en si bemol, 2 fagotes.
- Viento metal: 2 trompas en fa, 2 trompetas.
- Percusión: cinco intérpretes repartidos de la siguiente manera:

1. Timbales.
2. Percusión 1: pandereta, 2 triángulos, 2 crótalos, claves, caja china, tam-tam.
3. Percusión 2: caja, 4 tom-toms, bombo, güiro, 2 cencerros (graves).
4. Percusión 3: 3 platos suspendidos, tambor, 3 bongos, 2 cencerros (agudos), maracas.
5. Percusión 4: xilófono, glockenspiel.

- Cuerda: arpa y una sección de cuerdas con violines I y II, violas, violonchelos y contrabajos.

Se trata de una orquestación clásica, aunque con una nutrida y extensa sección de percusión. 

## Estructura y análisis
La obra consta de tres movimientos:
I. Allegro giusto, en mi bemol mayor
II. Molto moderato
III. Liberamente capriccioso – Vivace, en mi bemol mayor 
La interpretación de esta obra dura aproximadamente entre 20 y 25 minutos. El concierto está estructurado sobre un patrón fijo: una parte rápida y luego una lenta, y otra parte rápida. La obra puede considerarse tonal, ya que el primer y tercer movimiento se desarrollan en mi bemol mayor. La tonalidad del segundo movimiento es mucho menos clara. El estilo general es clásico, aunque se interponen los ritmos de América del Sur, generando un clima exótico. El primer movimiento introduce el tema en forma sonata, con posterior desarrollo de variaciones. La cadenza solista se encuentra al inicio del tercer movimiento. 

## Recepción de la obra
Forma parte del repertorio estándar para arpa del siglo XX. Muchos lo consideran el concierto más bello del maestro (2 para piano, 2 para violonchelo y uno para violín) y es sin dudas, su obra concertante más grabada.